# Złoty Puchar CONCACAF 2015
Złoty Puchar CONCACAF 2015 (ang. 2015 CONCACAF Gold Cup, hiszp. Copa de Oro de la Concacaf 2015) – trzynasty turniej o mistrzostwo Ameryki Północnej, Środkowej i Karaibów w piłce nożnej mężczyzn, zorganizowany na terenie Stanów Zjednoczonych i Kanady.

## Miasta i stadiony
16 grudnia 2014 CONCACAF ogłosił listę trzynastu miast gospodarzy Złotego Pucharu CONCACAF – amerykańskie Atlanta, Baltimore, Boston, Charlotte, Chicago, Dallas, Houston, Kansas City, Los Angeles, Nowy Jork, Filadelfia i Phoenix oraz kanadyjskie Toronto. Wyznaczono wówczas również listę stadionów fazy grupowej turnieju i ustalono jej terminarz. Kanada po raz pierwszy w historii została gospodarzem Złotego Pucharu. Jedenaście z obiektów gościło już spotkania poprzednich edycji rozgrywek – po raz pierwszy spotkania Złotego Pucharu rozgrywano na Toyota Stadium we Frisco (Dallas) oraz BMO Field w Toronto.
12 marca 2015 komitet organizacyjny CONCACAF ustalił terminarz fazy pucharowej oraz przyporządkował stadiony do wszystkich spotkań turnieju. Wrócono do organizacji meczu o trzecie miejsce po raz pierwszy od dwunastu lat oraz zdecydowano rozegrać finał na obiekcie Lincoln Financial Field w Filadelfii. Każdy stadion gościł po dwa spotkania turnieju, z wyjątkiem PPL Park w Chester (Filadelfia), na którym rozegrano tylko mecz o trzecie miejsce oraz Lincoln Financial Field, gdzie została rozegrana wyłącznie finałowa konfrontacja.
| East Rutherford               | Charlotte | Atlanta | Baltimore | Filadelfia              |
| ----------------------------- | --- | --- | --- | ----------------------- |
| MetLife Stadium               | Bank of America Stadium                                                                                                 | Georgia Dome | M&T Bank Stadium | Lincoln Financial Field |
| Pojemność: 82 566             | Pojemność: 74 455 | Pojemność: 74 228 | Pojemność: 71 008 | Pojemność: 69 176       |
| 2 ćwierćfinały                | 2 mecze grupowe | 2 półfinały | 2 ćwierćfinały | finał                   |
|                               | | | |                         |
| Foxborough                    | CarsonGlendaleFriscoHoustonKansas CityChicagoTorontoAtlantaCharlotteBaltimoreFiladelfiaEast RutherfordFoxboroughChester | CarsonGlendaleFriscoHoustonKansas CityChicagoTorontoAtlantaCharlotteBaltimoreFiladelfiaEast RutherfordFoxboroughChester | CarsonGlendaleFriscoHoustonKansas CityChicagoTorontoAtlantaCharlotteBaltimoreFiladelfiaEast RutherfordFoxboroughChester | Chicago                 |
| Gillette Stadium              | CarsonGlendaleFriscoHoustonKansas CityChicagoTorontoAtlantaCharlotteBaltimoreFiladelfiaEast RutherfordFoxboroughChester | CarsonGlendaleFriscoHoustonKansas CityChicagoTorontoAtlantaCharlotteBaltimoreFiladelfiaEast RutherfordFoxboroughChester | CarsonGlendaleFriscoHoustonKansas CityChicagoTorontoAtlantaCharlotteBaltimoreFiladelfiaEast RutherfordFoxboroughChester | Soldier Field           |
| Pojemność: 68 756             | CarsonGlendaleFriscoHoustonKansas CityChicagoTorontoAtlantaCharlotteBaltimoreFiladelfiaEast RutherfordFoxboroughChester | CarsonGlendaleFriscoHoustonKansas CityChicagoTorontoAtlantaCharlotteBaltimoreFiladelfiaEast RutherfordFoxboroughChester | CarsonGlendaleFriscoHoustonKansas CityChicagoTorontoAtlantaCharlotteBaltimoreFiladelfiaEast RutherfordFoxboroughChester | Pojemność: 63 500       |
| 2 mecze grupowe               | CarsonGlendaleFriscoHoustonKansas CityChicagoTorontoAtlantaCharlotteBaltimoreFiladelfiaEast RutherfordFoxboroughChester | CarsonGlendaleFriscoHoustonKansas CityChicagoTorontoAtlantaCharlotteBaltimoreFiladelfiaEast RutherfordFoxboroughChester | CarsonGlendaleFriscoHoustonKansas CityChicagoTorontoAtlantaCharlotteBaltimoreFiladelfiaEast RutherfordFoxboroughChester | 2 mecze grupowe         |
|                               | CarsonGlendaleFriscoHoustonKansas CityChicagoTorontoAtlantaCharlotteBaltimoreFiladelfiaEast RutherfordFoxboroughChester | CarsonGlendaleFriscoHoustonKansas CityChicagoTorontoAtlantaCharlotteBaltimoreFiladelfiaEast RutherfordFoxboroughChester | CarsonGlendaleFriscoHoustonKansas CityChicagoTorontoAtlantaCharlotteBaltimoreFiladelfiaEast RutherfordFoxboroughChester |                         |
| Glendale                      | CarsonGlendaleFriscoHoustonKansas CityChicagoTorontoAtlantaCharlotteBaltimoreFiladelfiaEast RutherfordFoxboroughChester | CarsonGlendaleFriscoHoustonKansas CityChicagoTorontoAtlantaCharlotteBaltimoreFiladelfiaEast RutherfordFoxboroughChester | CarsonGlendaleFriscoHoustonKansas CityChicagoTorontoAtlantaCharlotteBaltimoreFiladelfiaEast RutherfordFoxboroughChester | Carson                  |
| University of Phoenix Stadium | CarsonGlendaleFriscoHoustonKansas CityChicagoTorontoAtlantaCharlotteBaltimoreFiladelfiaEast RutherfordFoxboroughChester | CarsonGlendaleFriscoHoustonKansas CityChicagoTorontoAtlantaCharlotteBaltimoreFiladelfiaEast RutherfordFoxboroughChester | CarsonGlendaleFriscoHoustonKansas CityChicagoTorontoAtlantaCharlotteBaltimoreFiladelfiaEast RutherfordFoxboroughChester | StubHub Center          |
| Pojemność: 63 400             | CarsonGlendaleFriscoHoustonKansas CityChicagoTorontoAtlantaCharlotteBaltimoreFiladelfiaEast RutherfordFoxboroughChester | CarsonGlendaleFriscoHoustonKansas CityChicagoTorontoAtlantaCharlotteBaltimoreFiladelfiaEast RutherfordFoxboroughChester | CarsonGlendaleFriscoHoustonKansas CityChicagoTorontoAtlantaCharlotteBaltimoreFiladelfiaEast RutherfordFoxboroughChester | Pojemność: 30 510       |
| 2 mecze grupowe               | CarsonGlendaleFriscoHoustonKansas CityChicagoTorontoAtlantaCharlotteBaltimoreFiladelfiaEast RutherfordFoxboroughChester | CarsonGlendaleFriscoHoustonKansas CityChicagoTorontoAtlantaCharlotteBaltimoreFiladelfiaEast RutherfordFoxboroughChester | CarsonGlendaleFriscoHoustonKansas CityChicagoTorontoAtlantaCharlotteBaltimoreFiladelfiaEast RutherfordFoxboroughChester | 2 mecze grupowe         |
|                               | CarsonGlendaleFriscoHoustonKansas CityChicagoTorontoAtlantaCharlotteBaltimoreFiladelfiaEast RutherfordFoxboroughChester | CarsonGlendaleFriscoHoustonKansas CityChicagoTorontoAtlantaCharlotteBaltimoreFiladelfiaEast RutherfordFoxboroughChester | CarsonGlendaleFriscoHoustonKansas CityChicagoTorontoAtlantaCharlotteBaltimoreFiladelfiaEast RutherfordFoxboroughChester |                         |
| Houston                       | Toronto | Frisco | Chester | Kansas City             |
| BBVA Compass Stadium          | BMO Field | Toyota Stadium | PPL Park | Sporting Park           |
| Pojemność: 22 039             | Pojemność: 30 000 | Pojemność: 20 500 | Pojemność: 18 500 | Pojemność: 18 467       |
| 2 mecze grupowe               | 2 mecze grupowe | 2 mecze grupowe | mecz o 3. miejsce | 2 mecze grupowe         |
|                               | | | |                         |

## Sędziowie
7 maja 2015 komitet sędziowski CONCACAF ogłosił listę osiemnastu sędziów z dziewięciu federacji wybranych do rozgrywek Złotego Pucharu CONCACAF. Ustalono wówczas także osiemnastoosobowy skład sędziów liniowych.
| Sędzia            | Kraj              | Rok urodzenia | Mecze |     |   |   |
| ----------------- | ----------------- | ------------- | ----- | --- | - | - |
| Walter López      | Gwatemala         | 1980          | 2     | 19  | 1 | 0 |
| Armando Castro    | Honduras          | 1983          | 1     | 6   | 1 | 0 |
| Óscar Moncada     | Honduras          | 1977          | 2     | 9   | 0 | 0 |
| Héctor Rodríguez  | Honduras          | 1982          | 2     | 6   | 0 | 0 |
| David Gantar      | Kanada            | 1975          | 1     | 4   | 0 | 0 |
| Henry Bejarano    | Kostaryka         | 1978          | 2     | 6   | 0 | 0 |
| Ricardo Montero   | Kostaryka         | 1986          | 2     | 6   | 0 | 0 |
| Wálter Quesada    | Kostaryka         | 1970          | 1     | 0   | 0 | 0 |
| Yadel Martínez    | Kuba              | 1985          | 1     | 3   | 0 | 0 |
| Roberto García    | Meksyk            | 1974          | 1     | 4   | 0 | 0 |
| Fernando Guerrero | Meksyk            | 1981          | 1     | 1   | 0 | 0 |
| César Ramos       | Meksyk            | 1983          | 2     | 3   | 0 | 0 |
| Jhon Pitti        | Panama            | 1978          | 1     | 6   | 0 | 0 |
| Joel Aguilar      | Salwador          | 1975          | 2     | 5   | 0 | 0 |
| Elmer Bonilla     | Salwador          | 1978          | 1     | 6   | 0 | 0 |
| Marlon Mejía      | Salwador          | 1979          | 1     | 7   | 1 | 0 |
| Mark Geiger       | Stany Zjednoczone | 1974          | 2     | 14  | 0 | 1 |
| Jair Marrufo      | Stany Zjednoczone | 1977          | 1     | 6   | 0 | 0 |
| Ogółem            | Ogółem            | Ogółem        | 26    | 111 | 3 | 1 |

## Eliminacje do Złotego Pucharu CONCACAF
Podobnie jak w poprzednich latach, do rozgrywek Złotego Pucharu CONCACAF automatycznie zakwalifikowały się trzy reprezentacje z Ameryki Północnej i zarazem jedyni triumfatorzy w historii tego turnieju – Stany Zjednoczone, Meksyk oraz Kanada. O zakwalifikowanie się na turniej i obsadzenie dziewięciu pozostałych miejsc walczyły 33 z pozostałych 38 reprezentacji krajów zrzeszonych w strefie CONCACAF. Funkcję eliminacji w poszczególnych strefach pełniły regionalne rozgrywki – Copa Centroamericana 2014 w Ameryce Środkowej oraz Puchar Karaibów 2014 na Karaibach. Były one organizowane przez pomocnicze, regionalne konfederacje podlegające CONCACAF – odpowiednio UNCAF i CFU. Zarówno dla strefy Ameryki Środkowej, jak i dla strefy Karaibów przeznaczono po cztery miejsca na Złotym Pucharze.
Ostatniego uczestnika turnieju po raz pierwszy w historii wyłoniono poprzez dwumecz barażowy o awans pomiędzy reprezentacjami, które zajęły piąte miejsca w Copa Centroamericana i Pucharze Karaibów. Zdecydowano tym samym na zmianę dotychczasowego formatu, w ramach którego Ameryka Środkowa posiadała pięciu przedstawicieli na Złotym Pucharze, zaś Karaiby tylko czterech – wskutek zabrania jednego miejsca Ameryce Środkowej i przekwalifikowaniu go na neutralne równouprawniono tym samym w eliminacjach obydwie strefy.
Z 38 reprezentacji zrzeszonych w CONCACAF z Ameryki Środkowej i Karaibów do eliminacji nie przystąpiło pięć z nich – Bahamy, Bermudy, Kajmany, Saint-Martin oraz Sint Maarten, które nie wzięły udziału w kwalifikacjach do Pucharu Karaibów.

### Copa Centroamericana
Turniej ten miał miejsce w dniach 3–13 września 2014 w Stanach Zjednoczonych; wzięło w nim udział wszystkich siedem reprezentacji z Ameryki Środkowej zrzeszonych w UNCAF. Rozgrywki wyjątkowo odbyły się w nieparzystym roku oraz na neutralnym terenie, mając charakter jubileuszowy z okazji obchodów 25–lecia powstania konfederacji UNCAF. Spotkania rozgrywane były w Waszyngtonie, Dallas, Houston i Los Angeles. Tradycyjnie odbyła się faza grupowa, po której jeden z zespołów odpadał z rozgrywek, a pozostałe w zależności od miejsca w grupie rywalizowały w bezpośrednich meczach o pierwsze, trzecie i piąte miejsce.
Zgodnie z przyjętymi ustaleniami do Złotego Pucharu CONCACAF bezpośrednio zakwalifikowały się cztery najlepsze reprezentacje Copa Centroamericana – zwycięzca (Kostaryka), finalista (Gwatemala), drużyna z trzeciego miejsca (Panama) oraz z czwartego miejsca (Salwador). Reprezentacja, która zajęła piąte miejsce (Honduras) dostała się natomiast do dwumeczu barażowego o awans do Złotego Pucharu z zespołem z piątego miejsca Pucharu Karaibów.
W środkowoamerykańskich eliminacjach do Złotego Pucharu wzięło udział siedem reprezentacji:
| Kostaryka, Honduras, Panama, Salwador, Gwatemala, Belize, Nikaragua |

### Puchar Karaibów
Eliminacje do Pucharu Karaibów trwały od 30 maja 2014 do 12 października 2014. Wzięło w nich udział 24 z 31 reprezentacji z Karaibów zrzeszonych w CFU; gospodarze (Jamajka) oraz Kuba (obrońca tytułu) zakwalifikowały się do Pucharu Karaibów automatycznie, zaś pięć drużyn (Bahamy, Bermudy, Kajmany, Saint-Martin oraz Sint Maarten) zdecydowało się nie przystąpić do eliminacji. Siedem reprezentacji rozpoczęło kwalifikacje od rundy preliminarnej (rozgrywanej w Montserrat i na Arubie), czternaście od pierwszej rundy eliminacyjnej (rozgrywanej na Martynice, Portoryko, Antigui i Barbudzie oraz Saint Kitts i Nevis), zaś trzy od drugiej rundy eliminacyjnej (rozgrywanej na Trynidadzie i Tobago, Haiti i Gwadelupie). Do Pucharu Karaibów awansowało sześć zespołów, które zajęły dwa pierwsze miejsca w trzech grupach drugiej rundy eliminacyjnej.
Właściwy Puchar Karaibów odbył się na Jamajce w dniach 11–18 listopada 2014. Wzięło w nim udział osiem zespołów podzielonych na dwie grupy, zaś w późniejszym czasie reprezentacje na podstawie zajętych w nich miejsc rywalizowały między sobą w bezpośrednich meczach o pierwsze i trzecie miejsce. Nie odbył się mecz o piąte miejsce – zajęła je drużyna z trzeciego miejsca w swojej grupie, dysponująca lepszym bilansem punktów niż drużyna z trzeciego miejsca w drugiej grupie.
Zgodnie z przyjętymi ustaleniami do Złotego Pucharu CONCACAF bezpośrednio zakwalifikowały się cztery najlepsze reprezentacje Pucharu Karaibów – zwycięzca (Jamajka), finalista (Trynidad i Tobago), drużyna z trzeciego miejsca (Haiti) oraz z czwartego miejsca (Kuba). Reprezentacja, która zajęła piąte miejsce (Gujana Francuska) dostała się natomiast do dwumeczu barażowego o awans do Złotego Pucharu z zespołem z piątego miejsca Copa Centroamericana.
W karaibskich eliminacjach do Złotego Pucharu wzięło udział 26 reprezentacji, wliczając w to również kwalifikacje do Pucharu Karaibów (przy drużynach z trzech pierwszych wierszy podano fazy, w których odpadały z turnieju):
| Runda preliminarna –          | Aruba, Montserrat, Wyspy Dziewicze Stanów Zjednoczonych, Brytyjskie Wyspy Dziewicze, Turks i Caicos |
| Pierwsza runda eliminacyjna – | Surinam, Grenada, Portoryko, Gujana, Dominika, Anguilla, Bonaire                                    |
| Druga runda eliminacyjna –    | Dominikana, Saint Vincent i Grenadyny, Saint Lucia, Saint Kitts i Nevis, Barbados, Gwadelupa        |
| Puchar Karaibów 2015 –        | Trynidad i Tobago, Antigua i Barbuda, Haiti, Kuba, Jamajka, Curaçao, Gujana Francuska, Martynika    |

### Baraże
18 marca 2014 wiceprezydent CONCACAF, Horace Burrell, zapowiedział zorganizowanie dwumeczu barażowego o awans do Złotego Pucharu CONCACAF pomiędzy piątą reprezentacją Copa Centroamericana (Honduras) i piątą reprezentacją Pucharu Karaibów (Gujana Francuska). Pierwszy mecz odbył się 25 marca 2015 w Kajennie, natomiast drugi 29 marca 2015 w San Pedro Suli. Zwycięzcą dwumeczu okazał się Honduras, wygrywając z Gujaną Francuską łącznym wynikiem 4:3 – (1:3; Bengtson – Torvic, Privat 2) i (3:0; Najar 2, Lozano).
| Drużyna 1                            | Wynik dwumeczu | Drużyna 2 | Pierwszy mecz | Drugi mecz |
| ------------------------------------ | -------------- | --------- | ------------- | ---------- |
| Gujana Francuska                     | 3:4            | Honduras  | 3:1           | 0:3        |
| Po lewej gospodarz pierwszego meczu. |                |           |               |            |

## Zakwalifikowane drużyny

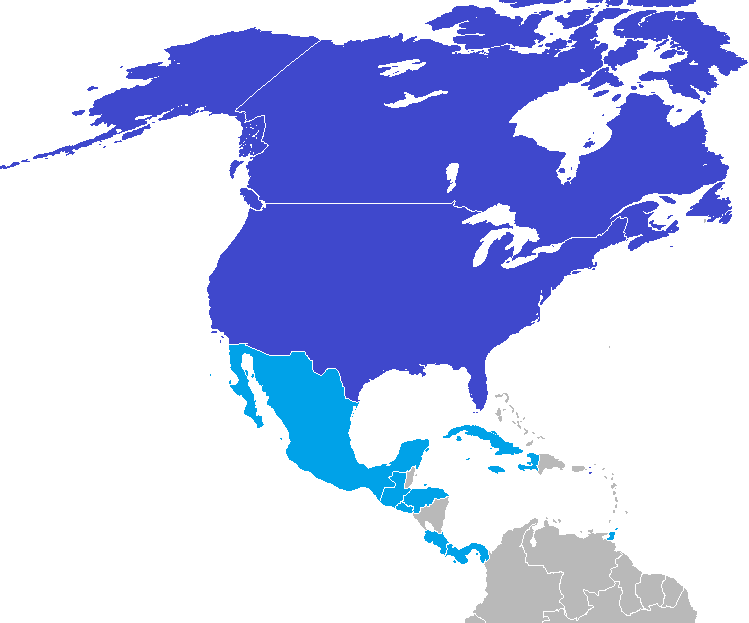
Gospodarze turnieju – Stany Zjednoczone i Kanada
Kraje zakwalifikowane do turnieju
Kraje niezakwalifikowane lub niebędące członkami CONCACAF

W Złotym Pucharze CONCACAF 2015 wystąpiło dwanaście narodowych reprezentacji w systemie obowiązującym od 2005 roku. Dziesięciu z dwunastu finalistów uczestniczyło w poprzednim turnieju o Złoty Puchar CONCACAF. Reprezentacja Gwatemali i reprezentacja Jamajki powróciły do rozgrywek po czteroletniej przerwie. Nieprzerwanie od początku powstania turnieju o Złoty Puchar występują w nim reprezentacja Meksyku i reprezentacja Stanów Zjednoczonych, które zanotowały wówczas swój trzynasty występ w rozgrywkach.
Dwunastoma drużynami biorącymi udział w Złotym Pucharze były:
| Drużyna           | Zakwalifikowana jako                 | Liczba występów w ZP                                                        | Najlepszy wynik w ZP                             | Ranking FIFA | Rezultat        |
| ----------------- | ------------------------------------ | --------------------------------------------------------------------------- | ------------------------------------------------ | ------------ | --------------- |
| Ameryka Północna  |                                      |                                                                             |                                                  |              |                 |
| Stany Zjednoczone | automatycznie                        | 12 (1991, 1993, 1996, 1998, 2000, 2002, 2003, 2005, 2007, 2009, 2011, 2013) | Mistrzostwo (1991, 2002, 2005, 2007, 2013)       | 34           | czwarte miejsce |
| Meksyk            | automatycznie                        | 12 (1991, 1993, 1996, 1998, 2000, 2002, 2003, 2005, 2007, 2009, 2011, 2013) | Mistrzostwo (1993, 1996, 1998, 2003, 2009, 2011) | 40           | mistrzostwo     |
| Kanada            | automatycznie                        | 11 (1991, 1993, 1996, 2000, 2002, 2003, 2005, 2007, 2009, 2011, 2013)       | Mistrzostwo (2000)                               | 103          | faza grupowa    |
| Ameryka Środkowa  |                                      |                                                                             |                                                  |              |                 |
| Kostaryka         | zwycięzca Copa Centroamericana       | 11 (1991, 1993, 1998, 2000, 2002, 2003, 2005, 2007, 2009, 2011, 2013)       | Finał (2002)                                     | 41           | ćwierćfinał     |
| Gwatemala         | finalista Copa Centroamericana       | 9 (1991, 1996, 1998, 2000, 2002, 2003, 2005, 2007, 2011)                    | Czwarte miejsce (1996)                           | 93           | faza grupowa    |
| Panama            | trzecie miejsce Copa Centroamericana | 6 (1993, 2005, 2007, 2009, 2011, 2013)                                      | Finał (2005, 2013)                               | 62           | trzecie miejsce |
| Salwador          | czwarte miejsce Copa Centroamericana | 8 (1996, 1998, 2002, 2003, 2007, 2009, 2011, 2013)                          | Ćwierćfinał (2002, 2003, 2011, 2013)             | 88           | faza grupowa    |
| Honduras          | baraż                                | 11 (1991, 1993, 1996, 1998, 2000, 2003, 2005, 2007, 2009, 2011, 2013)       | Finał (1991)                                     | 80           | faza grupowa    |
| Karaiby           |                                      |                                                                             |                                                  |              |                 |
| Jamajka           | zwycięzca Pucharu Karaibów           | 8 (1991, 1993, 1998, 2000, 2003, 2005, 2009, 2011)                          | Trzecie miejsce (2003)                           | 76           | finał           |
| Trynidad i Tobago | finalista Pucharu Karaibów           | 8 (1991, 1996, 1998, 2000, 2002, 2005, 2007, 2013)                          | Trzecie miejsce (2000)                           | 64           | ćwierćfinał     |
| Haiti             | trzecie miejsce Pucharu Karaibów     | 5 (2000, 2002, 2007, 2009, 2013)                                            | Ćwierćfinał (2002, 2009)                         | 79           | ćwierćfinał     |
| Kuba              | czwarte miejsce Pucharu Karaibów     | 7 (1998, 2002, 2003, 2005, 2007, 2011, 2013)                                | Ćwierćfinał (2003, 2013)                         | 104          | ćwierćfinał     |

     Gospodarze turnieju – Stany Zjednoczone i Kanada
     Kraje zakwalifikowane do turnieju
     Kraje niezakwalifikowane lub niebędące członkami CONCACAF

### Podział na koszyki
16 grudnia 2014 zdecydowano o rozstawieniu reprezentacji Kostaryki, reprezentacji Meksyku oraz reprezentacji Stanów Zjednoczonych jako trzech uczestników turnieju plasujących się najwyżej w rankingu FIFA. Pozostałe dziewięć reprezentacji utworzyło koszyk składający się w drużyn nierozstawionych.
Losowanie fazy grupowej miało miejsce 12 marca 2015.
| Drużyny rozstawione                                     | Drużyny nierozstawione |
| ------------------------------------------------------- | --- |
| - Kostaryka (16) - Meksyk (20) - Stany Zjednoczone (38) | - Trynidad i Tobago (54) - Panama (56) - Haiti (68) - Jamajka (71) - Honduras (72) - Gwatemala (73) - Kuba (79) - Salwador (93) - Kanada (110) |

## Składy
Listy ze wstępnymi składami reprezentacji na Złoty Puchar CONCACAF liczącymi 35 piłkarzy zostały wysłane przez krajowe federacje do CONCACAF najpóźniej do 7 czerwca 2015. Terminem przesłania ostatecznych kadr, liczących 23 piłkarzy i ich numerację, był 27 czerwca 2015. Dwunastu zawodników spoza finałowego składu znalazło się na liście rezerwowej. Trzech zawodników z docelowego składu musiało być bramkarzami. Zawodnikom na ostatecznej liście krajowe federacje miały obowiązek przydzielić numery 1–23, z czego 1 zarezerwowany miał być dla bramkarza.
Kontuzjowany zawodnik z finalnego składu mógł być zastąpiony graczem z listy rezerwowej nie później niż dobę przed rozpoczęciem pierwszego meczu danej reprezentacji.
Reprezentacje, które awansowały do ćwierćfinału, miały prawo po zakończeniu fazy grupowej zastąpić maksymalnie sześciu piłkarzy z ostatecznego składu zawodnikami z listy rezerwowej. Powołani w taki sposób piłkarze musieli mieć przydzielone numery 24–29.

## Faza grupowa
Po rozegraniu wszystkich meczów fazy grupowej do ćwierćfinałów awansują dwie drużyny, które zdobyły najwięcej punktów w grupie oraz dwie najlepsze z trzech drużyn zajmujących trzecie miejsce w grupie. Za zwycięstwo w meczu przyznawane są trzy punkty, za remis – jeden punkt. W przypadku gdy dwie lub więcej drużyn uzyskają tę samą liczbę punktów, o awansie decydują kolejno kryteria określone przez CONCACAF.
Legenda
|  | Bezpośredni awans do fazy pucharowej.                                                                 |
|  | Awans do fazy pucharowej, jako dwie z trzech najlepszych drużyn zajmujących trzecie miejsce w grupie. |
|  | Odpadnięcie z turnieju.                                                                               |

O końcowej kolejności drużyn w każdej grupie decydują:
1. liczba punktów uzyskana przez drużyny we wszystkich meczach grupowych;
2. bilans bramek uzyskany we wszystkich meczach grupowych;
3. liczba goli strzelonych przez drużyny we wszystkich meczach grupowych.

Jeśli dwa lub więcej zespołów mają tyle samo punktów, taki sam stosunek bramek i taką samą liczbę bramek strzelonych, kolejność ustala się w następujący sposób:
1. liczba punktów uzyskanych w meczach między zainteresowanymi drużynami;
2. losowanie przeprowadzone przez komitet wykonawczy CONCACAF;

### Grupa A
| Zespół            | Pkt | M | W | R | P | Br+ | Br− | +/− |
| ----------------- | --- | - | - | - | - | --- | --- | --- |
| Stany Zjednoczone | 7   | 3 | 2 | 1 | 0 | 4   | 2   | +2  |
| Haiti             | 4   | 3 | 1 | 1 | 1 | 2   | 2   | 0   |
| Panama            | 3   | 3 | 0 | 3 | 0 | 3   | 3   | 0   |
| Honduras          | 1   | 3 | 0 | 1 | 2 | 2   | 4   | –2  |

| 7 lipca 2015 18:00 | Panama · Quintero 55' | 1:1(0:0) | Haiti · 85' Nazon | Toyota Stadium, Frisco Widzów: 22 357 Sędzia: Henry Bejarano |
|                    |                       |          |                   |                                                              |

| 7 lipca 2015 20:30 | Stany Zjednoczone · Dempsey 25', 64' | 2:1(1:0) | Honduras · 68' Discua | Toyota Stadium, Frisco Widzów: 22 357 Sędzia: César Ramos |
|                    |                                      |          |                       |                                                           |

| 10 lipca 2015 18:00 | Honduras · Najar 81' | 1:1(0:1) | Panama · 20' Tejada | Gillette Stadium, Foxborough Widzów: 46 720 Sędzia: Marlon Mejía |
|                     |                      |          |                     |                                                                  |

| 10 lipca 2015 20:30 | Stany Zjednoczone · Dempsey 46' | 1:0(0:0) | Haiti | Gillette Stadium, Foxborough Widzów: 46 720 Sędzia: Ricardo Montero |
|                     |                                 |          |       |                                                                     |

| 13 lipca 2015 18:00 | Haiti · Nazon 13' | 1:0(1:0) | Honduras | Sporting Park, Kansas City Widzów: 18 467 Sędzia: Joel Aguilar |
|                     |                   |          |          |                                                                |

| 13 lipca 2015 20:30 | Panama · Pérez 33' | 1:1(1:0) | Stany Zjednoczone · 54' Bradley | Sporting Park, Kansas City Widzów: 18 467 Sędzia: Roberto García |
|                     |                    |          |                                 |                                                                  |

### Grupa B
| Zespół    | Pkt | M | W | R | P | Br+ | Br− | +/− |
| --------- | --- | - | - | - | - | --- | --- | --- |
| Jamajka   | 7   | 3 | 2 | 1 | 0 | 4   | 2   | +2  |
| Kostaryka | 3   | 3 | 0 | 3 | 0 | 3   | 3   | 0   |
| Salwador  | 2   | 3 | 0 | 2 | 1 | 1   | 2   | −1  |
| Kanada    | 2   | 3 | 0 | 2 | 1 | 0   | 1   | −1  |

| 11 lipca 2015 17:30 | Jamajka · Austin 90+2' | 1:0(0:0) | Kanada | BBVA Compass Stadium, Houston Widzów: 22 017 Sędzia: Yadel Martínez |
|                     |                        |          |        |                                                                     |

| 11 lipca 2015 20:00 | Kostaryka · Ruiz 60' | 1:1(0:0) | Salwador · 90+1' Corea | BBVA Compass Stadium, Houston Widzów: 22 017 Sędzia: Jair Marrufo |
|                     |                      |          |                        |                                                                   |

| 14 lipca 2015 18:00 | Jamajka · McCleary 73' | 1:0(0:0) | Salwador | BMO Field, Toronto Widzów: 15 674 Sędzia: Walter López |
|                     |                        |          |          |                                                        |

| 14 lipca 2015 20:30 | Kanada | 0:0(0:0) | Kostaryka | BMO Field, Toronto Widzów: 15 674 Sędzia: Héctor Rodríguez |
|                     |        |          |           |                                                            |

### Grupa C
| Zespół            | Pkt | M | W | R | P | Br+ | Br− | +/− |
| ----------------- | --- | - | - | - | - | --- | --- | --- |
| Trynidad i Tobago | 7   | 3 | 2 | 1 | 0 | 9   | 5   | +4  |
| Meksyk            | 5   | 3 | 1 | 2 | 0 | 10  | 4   | +6  |
| Kuba              | 3   | 3 | 1 | 0 | 2 | 1   | 8   | –7  |
| Gwatemala         | 1   | 3 | 0 | 1 | 2 | 1   | 4   | –3  |

| 9 lipca 2015 18:00 | Trynidad i Tobago · Bateau 10' · Cato 13' · Jones 25' | 3:1(3:0) | Gwatemala · 61' Ruiz | Soldier Field, Chicago Widzów: 54 126 Sędzia: Jhon Pitti |
|                    |                                                       |          |                      |                                                          |

| 9 lipca 2015 20:30 | Meksyk · Peralta 16', 36', 61' · Vela 22' · Guardado 43' · dos Santos 74' | 6:0(4:0) | Kuba | Soldier Field, Chicago Widzów: 54 126 Sędzia: Wálter Quesada |
|                    |                                                                           |          |      |                                                              |

| 12 lipca 2015 16:30 | Trynidad i Tobago · Bateau 16' · Boucaud 41' | 2:0(2:0) | Kuba | University of Phoenix Stadium, Glendale Widzów: 62 910 Sędzia: David Gantar |
|                     |                                              |          |      |                                                                             |

| 12 lipca 2015 19:00 | Gwatemala | 0:0(0:0) | Meksyk | University of Phoenix Stadium, Glendale Widzów: 62 910 Sędzia: Armando Castro |
|                     |           |          |        |                                                                               |

| 15 lipca 2015 18:00 | Kuba · Reyes 72' | 1:0(0:0) | Gwatemala | Bank of America Stadium, Charlotte Widzów: 55 823 Sędzia: Elmer Bonilla |
|                     |                  |          |           |                                                                         |

| 15 lipca 2015 20:30 | Meksyk · Aguilar 31' · Vela 50' · Guardado 87' · Jones 90' (sam.) | 4:4(1:0) | Trynidad i Tobago · 54', 66' Cummings · 59' Jones · 90+3' Marshall | Bank of America Stadium, Charlotte Widzów: 55 823 Sędzia: Mark Geiger |
|                     |                                                                   |          |                                                                    |                                                                       |

### Drużyny z 3. miejsc
| Zespół   | Pkt | M | W | R | P | Br+ | Br− | +/− |
| -------- | --- | - | - | - | - | --- | --- | --- |
| Panama   | 3   | 3 | 0 | 3 | 0 | 3   | 3   | 0   |
| Kuba     | 3   | 3 | 1 | 0 | 2 | 1   | 8   | –7  |
| Salwador | 2   | 3 | 0 | 2 | 1 | 1   | 2   | −1  |

## Faza pucharowa
|  |                            |                   |                    |                    |   |                   |                       |                    |                    |                    |                   |       |       |
|  | Ćwierćfinały               | Ćwierćfinały      | Ćwierćfinały       |                    |   | Półfinały         | Półfinały             | Półfinały          |                    |                    | Finał             | Finał | Finał |
|  | Ćwierćfinały               | Ćwierćfinały      | Ćwierćfinały       |                    |   | Półfinały         | Półfinały             | Półfinały          |                    |                    | Finał             | Finał | Finał |
|  | 18 lipca – Baltimore       |                   |                    |                    |   |                   |                       |                    |                    |                    |                   |       |       |
|  |                            |                   |                    |                    |   |                   |                       |                    |                    |                    |                   |       |       |
|  | Stany Zjednoczone          | Stany Zjednoczone | 6                  |                    |   |                   |                       |                    |                    |                    |                   |       |       |
|  | Stany Zjednoczone          | Stany Zjednoczone | 6                  | 22 lipca – Atlanta |   |                   |                       |                    |                    |                    |                   |       |       |
|  | Kuba                       | Kuba              | 0                  |                    |   |                   |                       |                    |                    |                    |                   |       |       |
|  | Kuba                       | Kuba              | 0                  |                    |   | Stany Zjednoczone | Stany Zjednoczone     | 1                  |                    |                    |                   |       |       |
|  | 18 lipca – Baltimore       |                   |                    |                    |   | Stany Zjednoczone | Stany Zjednoczone     | 1                  |                    |                    |                   |       |       |
|  |                            |                   | Jamajka            | Jamajka            | 2 |                   |                       |                    |                    |                    |                   |       |       |
|  | Haiti                      | Haiti             | Jamajka            | Jamajka            | 2 | 0                 |                       |                    |                    |                    |                   |       |       |
|  | Haiti                      | Haiti             |                    |                    |   | 0                 | 26 lipca – Filadelfia |                    |                    |                    |                   |       |       |
|  | Jamajka                    | Jamajka           | 1                  |                    |   |                   |                       |                    |                    |                    |                   |       |       |
|  | Jamajka                    | Jamajka           | 1                  |                    |   | Jamajka           | Jamajka               | 1                  |                    |                    |                   |       |       |
|  | 19 lipca – East Rutherford |                   |                    |                    |   | Jamajka           | Jamajka               | 1                  |                    |                    |                   |       |       |
|  |                            |                   | Meksyk             | Meksyk             | 3 |                   |                       |                    |                    |                    |                   |       |       |
|  | Trynidad i Tobago          | Trynidad i Tobago | Meksyk             | Meksyk             | 3 | 1 (5)             |                       |                    |                    |                    |                   |       |       |
|  | Trynidad i Tobago          | Trynidad i Tobago | 22 lipca – Atlanta |                    |   | 1 (5)             |                       |                    |                    |                    |                   |       |       |
|  | Panama                     | Panama            | 1 (6)              |                    |   |                   |                       |                    |                    |                    |                   |       |       |
|  | Panama                     | Panama            | 1 (6)              |                    |   | Panama            | Panama                | 1                  | Mecz o 3. miejsce  | Mecz o 3. miejsce  | Mecz o 3. miejsce |       |       |
|  | 19 lipca – East Rutherford |                   |                    |                    |   | Panama            | Panama                | 1                  | Mecz o 3. miejsce  | Mecz o 3. miejsce  | Mecz o 3. miejsce |       |       |
|  |                            |                   | Meksyk             | Meksyk             | 2 |                   |                       | 25 lipca – Chester | 25 lipca – Chester | 25 lipca – Chester |                   |       |       |
|  | Meksyk                     | Meksyk            | Meksyk             | Meksyk             | 2 | 1                 |                       | 25 lipca – Chester | 25 lipca – Chester | 25 lipca – Chester |                   |       |       |
|  | Meksyk                     | Meksyk            |                    |                    |   |                   |                       | Stany Zjednoczone  | Stany Zjednoczone  | 1 (2)              |                   |       |       |
|  | Kostaryka                  | Kostaryka         | 0                  |                    |   |                   |                       |                    | Stany Zjednoczone  | 1 (2)              |                   |       |       |
|  | Kostaryka                  | Kostaryka         | 0                  |                    |   |                   |                       | Panama             | Panama             | 1 (3)              |                   |       |       |
|  |                            |                   |                    |                    |   |                   |                       |                    | Panama             | 1 (3)              |                   |       |       |

### Ćwierćfinały
| 18 lipca 2015 17:00 | Stany Zjednoczone · Dempsey 3', 63' (k.), 76' · Zardes 13' · Jóhannsson 31' · Gonzalez 44' | 6:0(4:0) | Kuba | M&T Bank Stadium, Baltimore Widzów: 37 994 Sędzia: Henry Bejerano |
|                     |                                                                                            |          |      |                                                                   |

| 18 lipca 2015 20:00 | Haiti | 0:1(0:1) | Jamajka · 6' Barnes | M&T Bank Stadium, Baltimore Widzów: 37 994 Sędzia: César Ramos |
|                     |       |          |                     |                                                                |

| 19 lipca 2015 16:30                                                               | Trynidad i Tobago · Jones 53' | 1:1, po dogrywce k. 5:6(0:1, 1:1)                                                        | Panama · 36' Tejada | MetLife Stadium, East Rutherford Widzów: 74 187 Sędzia: Héctor Rodríguez |
|                                                                                   |                               |                                                                                          |                     |                                                                          |
|                                                                                   |                               | Rzuty karne                                                                              |                     |                                                                          |
| Guerra · Bateau · Jones · Williams · Jones · Abu Bakr · Cyrus · Boucaud · Peltier |                               | R. Torres · G. Torres · Davis · Arroyo · Cooper · Cummings · Quintero · Pérez · Pimentel |                     |                                                                          |

| 19 lipca 2015 19:30 | Meksyk · Guardado 120+3' (k.) | 1:0, po dogrywce(0:0, 0:0) | Kostaryka | MetLife Stadium, East Rutherford Widzów: 74 187 Sędzia: Walter López |
|                     |                               |                            |           |                                                                      |

### Półfinały
| 22 lipca 2015 18:00 | Stany Zjednoczone · Bradley 47' | 1:2(0:2) | Jamajka · 30' Mattocks · 35' Barnes | Georgia Dome, Atlanta Widzów: 70 511 Sędzia: Ricardo Montero |
|                     |                                 |          |                                     |                                                              |

| 22 lipca 2015 21:00 | Panama · Torres 56' | 1:2, po dogrywce(0:0, 1:1) | Meksyk · 90+10' (k.), 105+3' (k.) Guardado | Georgia Dome, Atlanta Widzów: 70 511 Sędzia: Mark Geiger |
|                     |                     |                            |                                            |                                                          |

### Mecz o 3. miejsce
| 25 lipca 2015 16:00                                | Stany Zjednoczone · Dempsey 69' | 1:1, po dogrywce k. 2:3(0:0, 1:1)   | Panama · 54' Nurse | PPL Park, Chester Widzów: 12 598 Sędzia: Óscar Moncada |
|                                                    |                                 |                                     |                    |                                                        |
|                                                    |                                 | Rzuty karne                         |                    |                                                        |
| Jóhannsson · Dempsey · Johnson · Bradley · Beasley |                                 | Torres · Arroyo · Cooper · Cummings |                    |                                                        |

### Finał
| 26 lipca 2015 19:30 | Jamajka · Mattocks 78' | 1:3(0:1) | Meksyk · 30' Guardado · 46' Corona · 60' Peralta | Lincoln Financial Field, Filadelfia Widzów: 68 930 Sędzia: Joel Aguilar |
|                     |                        |          |                                                  |                                                                         |

## Strzelcy
7 goli
- Clint Dempsey

6 goli
- Andrés Guardado

4 gole
- Oribe Peralta

2 gole

- Duckens Nazon
- Giles Barnes
- Garath McCleary
- Darren Mattocks
- Carlos Vela
- Luis Tejada
- Michael Bradley
- Sheldon Bateau
- Keron Cummings
- Kenwyne Jones

1 gol

- Carlos Ruiz
- Carlos Discua
- Andy Najar
- Rodolph Austin
- Jobi McAnuff
- Roy Miller
- David Ramírez
- Bryan Ruiz
- Maikel Reyes
- Paul Aguilar
- Jesús Manuel Corona
- Giovani dos Santos
- Roberto Nurse
- Blas Pérez
- Alberto Quintero
- Román Torres
- Dustin Corea
- Omar Gonzalez
- Aron Jóhannsson
- Gyasi Zardes
- Andre Boucaud
- Cordell Cato
- Joevin Jones
- Yohance Marshall

Gole samobójcze
- Kenwyne Jones (dla Meksyku)

## Nagrody indywidualne
| Złoty But (Król strzelców) | Złota Piłka (MVP) | Świetlana Przyszłość (Najlepszy młody zawodnik) | Złota Rękawica (Najlepszy bramkarz) | Drużyna Fair Play |
| -------------------------- | ----------------- | ----------------------------------------------- | ----------------------------------- | ----------------- |
| Clint Dempsey              | Andrés Guardado   | Jesús Manuel Corona                             | Brad Guzan                          | Jamajka           |

## Kartki
| Zawodnik              | Reprezentacja     |   |   |   |
| --------------------- | ----------------- | - | - | - |
| José Manuel Contreras | Gwatemala         | 1 | 1 | 0 |
| Darren Mattocks       | Jamajka           | 1 | 1 | 0 |
| Luis Henríquez        | Panama            | 1 | 1 | 0 |
| Luis Tejada           | Panama            | 1 | 0 | 1 |
| Armando Cooper        | Panama            | 4 | 0 | 0 |
| Je-Vaughn Watson      | Jamajka           | 3 | 0 | 0 |
| Aníbal Godoy          | Panama            | 3 | 0 | 0 |
| Adolfo Machado        | Panama            | 3 | 0 | 0 |
| Rubén Morales         | Gwatemala         | 2 | 0 | 0 |
| Jean Alexandre        | Haiti             | 2 | 0 | 0 |
| Garath McCleary       | Jamajka           | 2 | 0 | 0 |
| Rodolph Austin        | Jamajka           | 2 | 0 | 0 |
| Nikolas Ledgerwood    | Kanada            | 2 | 0 | 0 |
| Samuel Piette         | Kanada            | 2 | 0 | 0 |
| Joel Campbell         | Kostaryka         | 2 | 0 | 0 |
| David Guzmán          | Kostaryka         | 2 | 0 | 0 |
| Johan Venegas         | Kostaryka         | 2 | 0 | 0 |
| Yaisnier Nápoles      | Kuba              | 2 | 0 | 0 |
| Paul Aguilar          | Meksyk            | 2 | 0 | 0 |
| Héctor Herrera        | Meksyk            | 2 | 0 | 0 |
| Carlos Vela           | Meksyk            | 2 | 0 | 0 |
| Valentín Pimentel     | Panama            | 2 | 0 | 0 |
| Román Torres          | Panama            | 2 | 0 | 0 |
| John Anthony Brooks   | Stany Zjednoczone | 2 | 0 | 0 |
| Timothy Chandler      | Stany Zjednoczone | 2 | 0 | 0 |
| DeAndre Yedlin        | Stany Zjednoczone | 2 | 0 | 0 |
| Andre Boucaud         | Trynidad i Tobago | 2 | 0 | 0 |
| Jorge Aparicio        | Gwatemala         | 1 | 0 | 0 |
| Moisés Hernández      | Gwatemala         | 1 | 0 | 0 |
| Wilson Lalín          | Gwatemala         | 1 | 0 | 0 |
| Carlos Ruiz           | Gwatemala         | 1 | 0 | 0 |
| Elías Vásquez         | Gwatemala         | 1 | 0 | 0 |
| Jean Sony Alcénat     | Haiti             | 1 | 0 | 0 |
| Wilde-Donald Guerrier | Haiti             | 1 | 0 | 0 |
| Duckens Nazon         | Haiti             | 1 | 0 | 0 |
| Brayan Beckeles       | Honduras          | 1 | 0 | 0 |
| Jorge Claros          | Honduras          | 1 | 0 | 0 |
| Wilmer Crisanto       | Honduras          | 1 | 0 | 0 |
| Johnny Palacios       | Honduras          | 1 | 0 | 0 |
| Rodolph Austin        | Jamajka           | 1 | 0 | 0 |
| Adrian Mariappa       | Jamajka           | 1 | 0 | 0 |
| David Edgar           | Kanada            | 1 | 0 | 0 |
| Russell Teibert       | Kanada            | 1 | 0 | 0 |
| Celso Borges          | Kostaryka         | 1 | 0 | 0 |
| José Cubero           | Kostaryka         | 1 | 0 | 0 |
| Júnior Díaz           | Kostaryka         | 1 | 0 | 0 |
| Giancarlo González    | Kostaryka         | 1 | 0 | 0 |
| Roy Miller            | Kostaryka         | 1 | 0 | 0 |
| David Myrie           | Kostaryka         | 1 | 0 | 0 |
| Jorge Luis Corrales   | Kuba              | 1 | 0 | 0 |
| Adrián Diz            | Kuba              | 1 | 0 | 0 |
| Alberto Gómez         | Kuba              | 1 | 0 | 0 |
| Ángel Horta           | Kuba              | 1 | 0 | 0 |
| Ariel Martínez        | Kuba              | 1 | 0 | 0 |
| Maikel Reyes          | Kuba              | 1 | 0 | 0 |
| Yasser Corona         | Meksyk            | 1 | 0 | 0 |
| Jesús Dueñas          | Meksyk            | 1 | 0 | 0 |
| Miguel Layún          | Meksyk            | 1 | 0 | 0 |
| Javier Orozco         | Meksyk            | 1 | 0 | 0 |
| Oribe Peralta         | Meksyk            | 1 | 0 | 0 |
| Diego Reyes           | Meksyk            | 1 | 0 | 0 |
| Francisco Rodríguez   | Meksyk            | 1 | 0 | 0 |
| Jonathan dos Santos   | Meksyk            | 1 | 0 | 0 |
| Harold Cummings       | Panama            | 1 | 0 | 0 |
| Jaime Penedo          | Panama            | 1 | 0 | 0 |
| Roberto Nurse         | Panama            | 1 | 0 | 0 |
| Darwin Cerén          | Salwador          | 1 | 0 | 0 |
| Andrés Flores         | Salwador          | 1 | 0 | 0 |
| Moisés Xavier García  | Salwador          | 1 | 0 | 0 |
| Alexander Larín       | Salwador          | 1 | 0 | 0 |
| Alexander Mendoza     | Salwador          | 1 | 0 | 0 |
| Richard Menjívar      | Salwador          | 1 | 0 | 0 |
| Pablo Punyed          | Salwador          | 1 | 0 | 0 |
| Ventura Alvarado      | Stany Zjednoczone | 1 | 0 | 0 |
| Kyle Beckerman        | Stany Zjednoczone | 1 | 0 | 0 |
| Fabian Johnson        | Stany Zjednoczone | 1 | 0 | 0 |
| Radanfah Abu Bakr     | Trynidad i Tobago | 1 | 0 | 0 |
| Keron Cummings        | Trynidad i Tobago | 1 | 0 | 0 |
| Daneil Cyrus          | Trynidad i Tobago | 1 | 0 | 0 |
| Kevan George          | Trynidad i Tobago | 1 | 0 | 0 |
| Ataullah Guerra       | Trynidad i Tobago | 1 | 0 | 0 |
| Khaleem Hyland        | Trynidad i Tobago | 1 | 0 | 0 |
| Kenwyne Jones         | Trynidad i Tobago | 1 | 0 | 0 |
| Mekeil Williams       | Trynidad i Tobago | 1 | 0 | 0 |

## Klasyfikacja końcowa
| Miejsce                        | Zespół            | Pkt | M | W | R | P | Br+ | Br− | +/− |
| ------------------------------ | ----------------- | --- | - | - | - | - | --- | --- | --- |
| złoto                          | Meksyk            | 14  | 6 | 4 | 2 | 0 | 16  | 6   | +10 |
| srebro                         | Jamajka           | 13  | 6 | 4 | 1 | 1 | 8   | 6   | +2  |
| brąz                           | Panama            | 5   | 6 | 0 | 5 | 1 | 6   | 7   | –1  |
| 4.                             | Stany Zjednoczone | 11  | 6 | 3 | 2 | 1 | 12  | 5   | +7  |
| Wyeliminowane w ćwierćfinale   |                   |     |   |   |   |   |     |     |     |
| 5.                             | Trynidad i Tobago | 8   | 4 | 2 | 2 | 0 | 10  | 6   | +4  |
| 6.                             | Haiti             | 5   | 4 | 1 | 2 | 1 | 2   | 3   | –1  |
| 7.                             | Kostaryka         | 3   | 4 | 0 | 3 | 1 | 3   | 4   | –1  |
| 8.                             | Kuba              | 3   | 4 | 1 | 0 | 3 | 1   | 14  | –13 |
| Wyeliminowane w fazie grupowej |                   |     |   |   |   |   |     |     |     |
| 9.                             | Salwador          | 2   | 3 | 0 | 2 | 1 | 1   | 2   | –1  |
| 10.                            | Kanada            | 2   | 3 | 0 | 2 | 1 | 0   | 1   | –1  |
| 11.                            | Honduras          | 1   | 3 | 0 | 1 | 2 | 2   | 4   | –2  |
| 12.                            | Gwatemala         | 1   | 3 | 0 | 1 | 2 | 1   | 4   | –3  |

## Prawa medialne do spotkań
Lista światowych posiadaczy praw telewizyjnych do transmisji spotkań Złotego Pucharu.
| Kraj              | Stacja telewizyjna            |
| ----------------- | ----------------------------- |
| Ameryka Północna  |                               |
| Gwatemala         | Canal 3, Canal 7              |
| Honduras          | Televicentro                  |
| Kanada            | SportsNet                     |
| Kostaryka         | Repretel, Teletica            |
| Meksyk            | Televisa, TV Azteca           |
| Panama            | TV Nacional de Panamá, Medcom |
| Salwador          | Telecorporación Salvadoreña   |
| Stany Zjednoczone | Fox Sports, Univision         |

| Kraj                                 | Stacja telewizyjna |
| ------------------------------------ | ------------------ |
| Reszta świata                        |                    |
| Afryka                               | Supersport         |
| Ameryka Południowa (oprócz Brazylii) | Gol TV             |
| Australia                            | Setanta            |
| Bliski Wschód i Afryka Północna      | Al-Dżazira         |
| Brazylia                             | SportTV            |
| Chiny                                | CSM                |
| Hiszpania                            | Mediapro, Gol TV   |
| Hongkong                             | iCable             |
| Irlandia                             | ESPN UK            |
| Malezja                              | Astro              |
| Portugalia                           | SportTV            |
| Singapur                             | Starhub            |
| Tajlandia                            | Grammy             |
| Turcja                               | Setanta            |
| Wielka Brytania                      | ESPN UK            |

## Inne
Oficjalną piosenką turnieju wybrano utwór "Sun Goes Down" niemieckiego DJ-a Robina Schulza z gościnnym udziałem brytyjskiej piosenkarki Jasmine Thompson.